# Konttaisjärvi
Konttaisjärvi är en sjö i kommunen Kuusamo i landskapet Norra Österbotten i Finland. Arean är 34 hektar och strandlinjen är 2,53 kilometer lång. Sjön  ingår i Koundaälvens huvudavrinningsområde.   Den ligger omkring 220 kilometer nordöst om Uleåborg och omkring 700 kilometer norr om Helsingfors. 
Konttaisjärvi ligger sydöst om Purnujärvi och nordöst om Ala-Pessari. 